# André Göransson
André Göransson (Räng, 30 aprile 1994) è un tennista svedese.
Specialista del doppio, in carriera ha vinto tre titoli ATP e diversi altri nei tornei minori. Nelle prove del Grande Slam si è spinto fino alla semifinale degli Australian Open 2025. Il suo miglior ranking ATP è il 26º posto raggiunto nel maggio 2025.
Ha esordito nella squadra svedese di Coppa Davis nel 2019. In singolare non ha vinto alcun torneo tra i professionisti e dal 2018 ha giocato quasi esclusivamente in doppio.

## Carriera

### Tra gli juniores e nei tornei di College statunitensi
Gioca nell'ITF Junior Circuit dal 2009 al 2012 senza conseguire risultati di rilievo, vince solo un torneo di doppio svedese di categoria Grade 5. Nel 2013 si trasferisce a studiare negli Stati Uniti all'Università della California - Berkeley e continua a giocare a tennis nei tornei di College nazionali con la squadra dell'ateneo. Rimarrà a Berkeley fino al 2017 con alcuni discreti risultati sia in singolare che in doppio.

### 2011-2018, inizi tra i professionisti e primi titoli
Aveva fatto le sue prime apparizioni tra i professionisti in tornei ITF tra il 2011 e il 2013. Anche negli anni del College fa alcune presenze nel circuito, tra le quali quella di esordio nell'ATP Challenger Tour al Tiburon Challenger del 2015. L'anno successivo disputa e perde la prima finale tra i professionisti al torneo ITF di doppio USA F33. Si dimostra già in quel periodo più competitivo in doppio e il primo titolo arriva nel 2017 – nel periodo in cui termina gli studi – al Tiburon Challenger, gioca in coppia con il francese Florian Lakat e hanno la meglio in finale su Marcelo Arévalo / Miguel Ángel Reyes Varela per 6-4, 6-4. Sempre in doppio, nel 2018 vince due tornei ITF e il Challenger del Tampere Open assieme a Markus Eriksson. A giugno abbandona i tornei ITF, a settembre porta il miglior ranking alla 210ª posizione e a ottobre esordisce nel circuito maggiore con una sconfitta allo Stockholm Open.

### 2019-2020, primo titolo ATP, tre titoli Challenger e top 80
Nel 2019 vince tre delle otto finali Challenger disputate e chiude la stagione con il nuovo miglior ranking al 107º posto mondiale. A settembre fa il suo esordio nella squadra svedese di Coppa Davis con una sconfitta in doppio nella sfida vinta contro Israele. Il mese successivo vince il primo incontro nel circuito maggiore allo Swedish Open, di nuovo con Eriksson, ed escono di scena nei quarti di finale. Nel febbraio 2020 vince il primo torneo ATP al Maharashtra Open di Pune in coppia con Christopher Rungkat, sconfiggendo in finale Jonathan Erlich / Andrėj Vasileŭski per 6-2, 3-6, [10-8], risultato con cui fa il suo ingresso nella top 100, all'80ª posizione. Sarà l'unico titolo della stagione, si mantiene nella top 100 con alcuni discreti risultati nei Challenger, tra cui due finali.

### 2021, quarti di finale a Wimbledon, una finale ATP e 64º nel ranking
Nella prima parte del 2021 vince due tornei Challenger. Gioca con maggiore frequenza nel circuito maggiore, a maggio si spinge assieme a Rafael Matos in finale al Belgrade Open e ritrova Erlich / Vasilevski, che aveva sconfitto nella finale di Pune dell'anno prima e che si prendono la rivincita in due set. Fa il suo esordio in una prova del Grande Slam a Wimbledon in coppia con Casper Ruud ed escono nei quarti di finale dopo aver eliminato le teste di serie nº 9 Kevin Krawietz / Horia Tecău, a fine torneo sale alla 69ª posizione ATP. Ottiene alcuni buoni risultati nei Challenger, vince altri incontri nel circuito ATP e verso fine anno si porta al 64º posto ATP.

### 2022, due finali ATP e 62º nel ranking
Nel gennaio 2022 non vince alcun incontro ma sale al 62º posto; il mese successivo perde la finale al torneo ATP 250 del Chile Open assieme a Nathaniel Lammons e a maggio perde la finale anche all'Estoril Open in coppia con Máximo González. Con l'uscita al primo turno a Wimbledon scende al 97º posto, e risale vincendo due tornei Challenger assieme a Ben McLachlan e il primo incontro in carriera agli US Open.

### 2023, semifinale ad Acapulco, quattro titoli Challenger e 55º nel ranking
Nel gennaio 2023 vince un torneo Challenger e il suo primo incontro agli Australian Open. Raggiunge con McLachlan la semifinale all'ATP 250 del Dallas Open. Tra febbraio e marzo vincono il Challenger 125 di Monterrey, raggiungono la semifinale all'ATP 500 di Acapulco e la finale al Challenger 100 del Puerto Vallarta Open; ad aprile Göransson si trova al 55º posto mondiale, nuovo miglior ranking. I migliori risultati della seconda parte del 2023 sono una semifinale ATP e due titoli Challenger.

### 2024, un titolo e una finale ATP
Le due finali Challenger disputate all'inizio del 2024 non compensano i punti guadagnati nello stesso periodo un anno prima e in marzo Göransson scende al 98º posto del ranking. Risale con alcuni discreti risultati nei Challenger e rientra nella top 70 a luglio con il suo secondo titolo ATP in carriera, vinto sull'erba di Newport con Sem Verbeek battendo in finale Robert Cash / James Tracy per 6-3, 6-4. Perdono invece la finale al successivo Atlanta Open contro Nathaniel Lammons / Jackson Withrow. Nel finale di stagione vincono una delle tre finali Challenger raggiunte e Göransson non va oltre il 61º posto mondiale.

### 2025, semifinale agli Australian Open, primo titolo ATP 500 e 26º nel ranking
Agli Australian Open 2025 raggiunge con Verbeek la prima semifinale in carriera in un torneo del Grande Slam e vengono eliminati da Simone Bolelli / Andrea Vavassori dopo aver sconfitto i numeri 1 del mondo Marcelo Arevalo / Mate Pavic, risultati con cui Göransson entra per la prima volta nella top 50. Continuano l'ascesa nei mesi successivi, raggiungono la semifinale all'Open 13 e i quarti di finale al Masters 1000 dell'Indian Wells Open. Ancora con Verbeek vince il suo primo torneo ATP 500 agli Internazionali di Baviera con la vittoria in finale sui top 10 giocatori locali Kevin Krawietz / Tim Pütz per 6-4, 6-4. A maggio porta il miglior ranking alla 26ª posizione mondiale. Non vanno oltre il secondo turno al Roland Garros e il primo a Wimbledon.

## Statistiche

### Doppio

#### Vittorie (3)
| Legenda              |
| Grande Slam (0)      |
| ATP Finals (0)       |
| ATP Masters 1000 (0) |
| ATP Tour 500 (1)     |
| ATP Tour 250 (2)     |

| N. | Data            | Torneo                                       | Superficie  | Compagno            | Avversari in finale               | Punteggio        |
| 1. | 9 febbraio 2020 | Maharashtra Open, Pune                       | Cemento     | Christopher Rungkat | Jonathan Erlich Andrėj Vasileŭski | 6-2, 3-6, [10-8] |
| 2. | 21 luglio 2024  | Hall of Fame Open, Newport                   | Erba        | Sem Verbeek         | Robert Cash James Tracy           | 6-3, 6-4         |
| 3. | 20 aprile 2025  | Internazionali di Baviera, Monaco di Baviera | Terra rossa | Sem Verbeek         | Kevin Krawietz Tim Pütz           | 6-4, 6-4         |

#### Finali perse (4)
| Legenda              |
| Grande Slam (0)      |
| ATP Finals (0)       |
| ATP Masters 1000 (0) |
| ATP Tour 500 (0)     |
| ATP Tour 250 (4)     |

| N. | Data             | Torneo                        | Superficie  | Compagno          | Avversari in finale                | Punteggio         |
| 1. | 28 maggio 2021   | Belgrade Open, Belgrado       | Terra rossa | Rafael Matos      | Jonathan Erlich Andrei Vasilevski  | 1-6, 4-6          |
| 2. | 26 febbraio 2022 | Chile Open, Santiago del Cile | Terra rossa | Nathaniel Lammons | Felipe Meligeni Alves Rafael Matos | 6(8)-7, 6(3)-7    |
| 3. | 1º maggio 2022   | Estoril Open, Cascais         | Terra rossa | Máximo González   | Francisco Cabral Nuno Borges       | 2-6, 3-6          |
| 4. | 28 luglio 2024   | Atlanta Open, Atlanta         | Cemento     | Sem Verbeek       | Nathaniel Lammons Jackson Withrow  | 6-4, 4-6, [10-12] |

### Tornei Challenger

#### Doppio

##### Vittorie (14)
| N.  | Data              | Torneo                                     | Superficie  | Compagno           | Avversari in finale                       | Punteggio              |
| 1.  | 30 settembre 2017 | Tiburon Challenger, Tiburon                | Cemento     | Florian Lakat      | Marcelo Arévalo Miguel Ángel Reyes Varela | 6-4, 6-4               |
| 2.  | 28 luglio 2018    | Tampere Open, Tampere                      | Terra rossa | Markus Eriksson    | Ivan Gakhov Alexander Pavlioutchenkov     | 6-3, 3-6, [10-7]       |
| 3.  | 23 febbraio 2019  | Morelos Open, Cuernavaca                   | Cemento     | Marc-Andrea Hüsler | Gonzalo Escobar Luis David Martínez       | 6-3, 3-6, [11-9]       |
| 4.  | 27 luglio 2019    | Challenger de Granby, Granby               | Cemento     | Sem Verbeek        | Li Zhe Hugo Nys                           | 6-2, 6-4               |
| 5.  | 7 settembre 2019  | Cassis Open Provence, Cassis               | Cemento     | Sem Verbeek        | Sander Arends David Pel                   | 7-6(6), 4-6, [11-9]    |
| 6.  | 23 gennaio 2021   | Istanbul Challenger, Istanbul              | Cemento (i) | David Pel          | Lloyd Glasspool Harri Heliövaara          | 4-6, 6-3, [10-8]       |
| 7.  | 8 maggio 2021     | Biella Challenger V, Biella                | Terra rossa | Nathaniel Lammons  | Rafael Matos Felipe Meligeni Alves        | 7-6(3), 6-3            |
| 8.  | 13 agosto 2022    | Chicago Men's Challenger, Chicago          | Cemento     | Ben McLachlan      | Evan King Mitchell Krueger                | 6-4, 6(3)-7, [10-5]    |
| 9.  | 20 agosto 2022    | Vancouver Open, Vancouver                  | Cemento     | Ben McLachlan      | Treat Conrad Huey John-Patrick Smith      | 6(4)-7, 7-6(7), [11-9] |
| 10. | 7 gennaio 2023    | Canberra Challenger, Canberra              | Cemento     | Ben McLachlan      | Andrew Harris John-Patrick Smith          | 6-3, 5-7, [10-5]       |
| 11. | 25 febbraio 2023  | Monterrey Challenger, Monterrey            | Cemento     | Ben McLachlan      | Cristian Rodríguez Luis David Martínez    | 6-3, 6-4               |
| 12. | 18 novembre 2023  | Challenger de Drummondville, Drummondville | Cemento (i) | Toby Samuel        | Liam Draxl Giles Hussey                   | 6(2)-7, 6-3, [10-8]    |
| 13. | 25 novembre 2023  | Aberto da República, Brasilia              | Cemento     | Nicolás Barrientos | Marcelo Demoliner Rafael Matos            | 7-6(3), 4-6, [11-9]    |
| 14. | 4 agosto 2024     | Lexington Challenger, Lexington            | Cemento     | Sem Verbeek        | Yuta Shimizu James Trotter                | 6-4, 6-3               |

##### Finali perse (15)
| N.  | Data              | Torneo                                       | Superficie      | Compagno            | Avversari in finale                       | Punteggio           |
| 1.  | 5 gennaio 2019    | Internationaux de Nouvelle-Calédonie, Nouméa | Cemento         | Sem Verbeek         | Dustin Brown Donald Young                 | 5-7, 4-6            |
| 2.  | 11 gennaio 2019   | Canberra Challenger, Canberra                | Cemento         | Sem Verbeek         | Marcelo Demoliner Hugo Nys                | 6-3, 4-6, [3-10]    |
| 3.  | 15 giugno 2019    | Shymkent Challenger, Shymkent                | Terra rossa     | Marc-Andrea Hüsler  | Nikola Ćaćić Yang Tsung-hua               | 4-6, 4-6            |
| 4.  | 12 ottobre 2019   | Fairfield Challenger, Fairfield              | Cemento         | Sem Verbeek         | Peter Polansky Darian King                | 4-6, 6-3, [10-12]   |
| 5.  | 9 novembre 2019   | Kobe Challenger, Kōbe                        | Cemento (i)     | Christopher Rungkat | Purav Raja Ramkumar Ramanathan            | 6(6)-7, 3-6         |
| 6.  | 29 agosto 2020    | Prague Open II, Praga                        | Terra rossa     | Gonçalo Oliveira    | Sander Arends David Pel                   | 5-7, 6(5)-7         |
| 7.  | 3 ottobre 2020    | Split Open. Spalato                          | Terra rossa     | Hunter Reese        | Treat Conrad Huey Nathaniel Lammons       | 4-6, 6(3)-7         |
| 8.  | 15 maggio 2021    | Heilbronner Neckarcup, Heilbronn             | Terra rossa     | Sem Verbeek         | Nathaniel Lammons Jackson Withrow         | 7-6(4), 4-6, [8-10] |
| 9.  | 18 settembre 2021 | Szczecin Open, Stettino                      | Terra rossa     | Nathaniel Lammons   | Santiago González Andrés Molteni          | 6-2, 2-6, [13-15]   |
| 10. | 16 aprile 2022    | Sarasota Open, Sarasota                      | Terra verde     | Nathaniel Lammons   | Robert Galloway Jackson Withrow           | 3-6, 6(3)-7         |
| 11. | 4 marzo 2023      | Puerto Vallarta Open, Puerto Vallarta        | Cemento         | Ben McLachlan       | Miguel Ángel Reyes Varela Robert Galloway | 0-3, rit.           |
| 12. | 6 gennaio 2024    | Canberra International Tennis, Canberra      | Cemento         | Albano Olivetti     | Daniel Rincón Abedallah Shelbayh          | 6(4)-7, 3-6         |
| 13. | 16 marzo 2024     | Kiskút Open, Székesfehérvár                  | Terra rossa (i) | Denys Molčanov      | Titouan Droguet Matteo Martineau          | 6-4, 5-7, [8-10]    |
| 14. | 22 settembre 2024 | Saint-Tropez Open, Saint-Tropez              | Cemento         | Sem Verbeek         | Sander Arends Luke Johnson                | 6-3, 3-6, [4-10]    |
| 15. | 3 novembre 2024   | Slovak Open, Bratislava                      | Cemento (i)     | Sem Verbeek         | Nicolás Barrientos Julian Cash            | 3-6, 4-6            |

## Risultati in progressione
| Sigla | Risultato               |
| ----- | ----------------------- |
| V     | Vincitore               |
| F     | Finalista               |
| SF    | Semifinalista           |
| O     | Oro olimpico            |
| A     | Argento olimpico        |
| SF    | Bronzo olimpico         |
| QF    | Quarti di Finale        |
| 4T    | Quarto turno            |
| 3T    | Terzo turno             |
| 2T    | Secondo turno           |
| 1T    | Primo turno             |
| RR    | Round Robin             |
| LQ    | Turno di qualificazione |
| A     | Assente                 |
| ND    | Non disputato           |

| Legenda superfici    |
| -------------------- |
| Cemento              |
| Terra battuta        |
| Erba                 |
| Superficie variabile |

### Doppio
| Tornei Grande Slam |     |     |     |     |     |       |
| Australian Open    | A   | 1T  | 2T  | 2T  | SF  | 6-4   |
| Open di Francia    | A   | 1T  | 1T  | 1T  | 2T  | 1-4   |
| Wimbledon          | QF  | 1T  | 1T  | A   | 1T  | 3-4   |
| US Open            | 1T  | 2T  | 2T  | 2T  |     | 3-4   |
| Vittorie-Sconfitte | 3-2 | 1-4 | 2-4 | 2-3 | 5-3 | 13-16 |